# Moment by Moment
Moment by Moment (br: Vivendo Cada Momento; pt: Momento a Momento) é um filme estadunidense de 1978 estrelado por John Travolta e Lily Tomlin e dirigido por Jane Wagner.

## Sinopse
O filme conta a história de amor entre o jovem desocupado Strip Harrison (Travolta) e a dona de casa Trisha Rawlings (Tomlin), 15 anos mais velha que ele e das reações e preconceitos contra esse relacionamento.

## Elenco
- Lily Tomlin - Trisha Rawlings
- John Travolta - Strip Harrison